# عطاءالله بهمنش
عطاءالله بهمنش (۲۴ فروردین ۱۳۰۲ کرمانشاه – ۱۱ تیر ۱۳۹۶) ورزشکار، مدیر ورزشی، گزارشگر، خبرنگار و روزنامه‌نگار ورزشی ایرانی بود.
بهمنش از قدیمی‌ترین و سرشناس‌ترین گزارشگران ورزشی ایران بود. وی نخستین گزارشگری زنده ورزشی در ایران از رادیو را در سال ۱۳۳۷ برای رقابت دو و میدانی میان تیم ملی ایران و عراق از صدای ایران انجام داد.

## روزنامه‌نگاری
بهمنش نویسندگی را از دی ماه ۱۳۳۰ در مجله ورزشی «نیرو و راستی» که توسط منیر مهران و منوچهر مهران منتشر می‌شد، شروع کرد و همکاری خود با آن نشریه را تا هنگام تعطیلی آن در سال ۱۳۳۷ ادامه داد. بهمنش در سال‌های ۱۳۳۳ تا ۱۳۳۷ در نشریه امید ایران نیز می‌نوشت و پس از آن نیز از نویسندگان اصلی هفته‌نامه کیهان ورزشی به‌شمار می‌آمد و با نشریاتی همچون روزنامه اطلاعات، گلبانگ، روزنامه ری، ایران ورزشی نیز همکاری داشت.

## ورزشی
بهمنش چندین دوره قهرمان دو و میدانی تهران در رشته‌های نیمه استقامت، دفاع راست تیم فوتبال بانک ملی بوده و در رشته‌های تنیس و کوهنوردی نیز فعالیت کرده‌است. البته مهمترین علاقه و بیشترین فعالیت بهمنش در زمینه ورزش کشتی بوده‌است و او پنج سال دبیر و نایب رئیس فدراسیون کشتی ایران بود.

## پس از انقلاب ۱۳۵۷

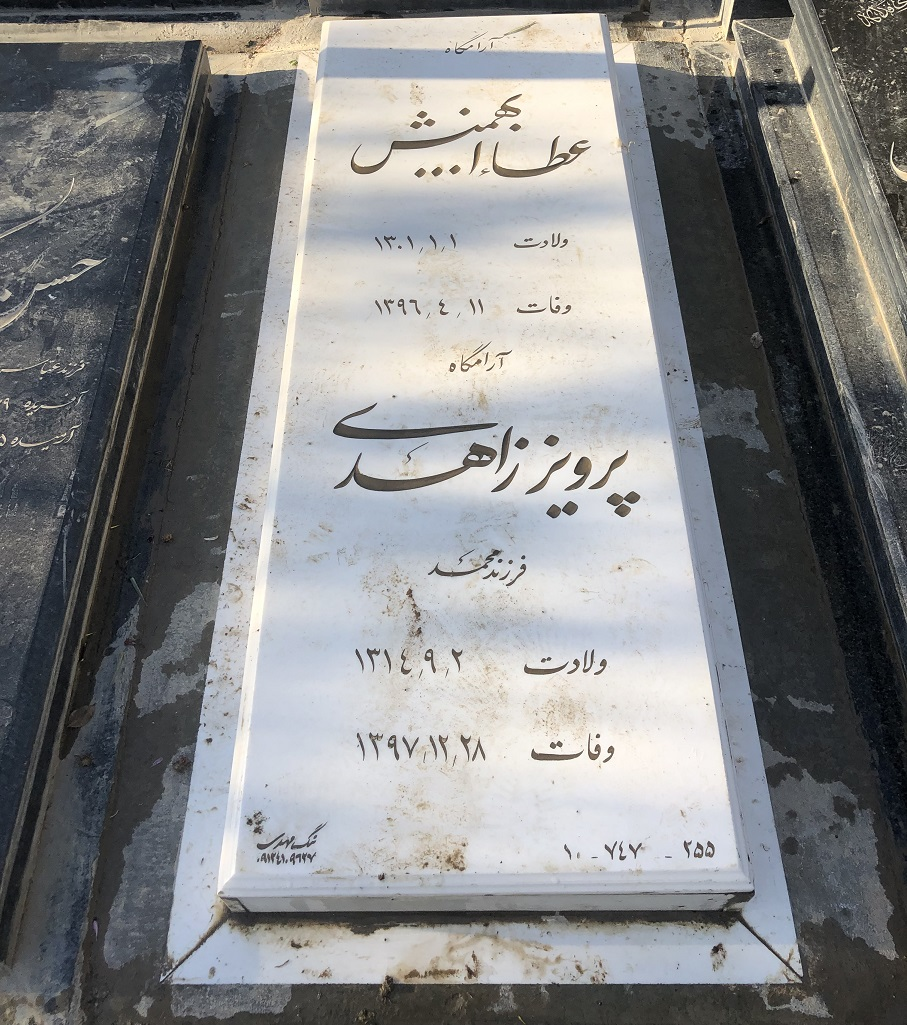

بهمنش بعد از انقلاب ۱۳۵۷ از رادیو و تلویزیون ایران کنار گذاشته شد و پس از آن وی با درخواست بازگشت به کار در رادیو و تلویزیون موافقت نکرد.

## سکته مغزی و مرگ
وی صبح روز دوشنبه ۱۵ خرداد ۱۳۹۶ در سن ۹۴ سالگی پس از سال‌ها خانه نشینی و بیماری بر اثر سکته مغزی، در بخش مراقبت‌های ویژه هتل بیمارستان گاندی بستری شد.
وی پس از حدود یک ماه بستری بودن در بیمارستان، ساعت ۲۲:۳۰ یازدهم تیرماه ۱۳۹۶ در ۹۴ سالگی در بخش مراقبت‌های ویژه بیمارستان بانک ملی تهران درگذشت.
علی دایی و مهدی تاج اولین کسانی بودند که به درگذشت وی واکنش نشان دادند.